# Толо (язык)
Tоло (белых гэлао; кит. 多罗) — язык кадайской группы.

## Географическое распределение
Места распространения и самоназвание:
| Самоназвания          | Места распространения и группы гэлао                               |
| --------------------- | ------------------------------------------------------------------ |
| tə ʔlɯ                | дер. Лаочжай 老寨, Нюпо 牛坡, (Моцзи 磨基), (Цзяньшань 尖山), Мате |
| to31 ʔlo55            | район Лючжи (六支)                                                 |
| —                     | уезд Шуйчэн (水城)                                                 |
| —                     | дер. Динъинынао (定银哨)                                           |
| —                     | дер. Цзяньшань (尖山)                                              |
| tɯ35 ʔlɯ31 pai33 au33 | белые гэлао (Малипо)                                               |
| tɯ34 ʔɗɯ33            | белые гэлао (Вьетнам)                                              |